# Synchroskop
Synchroskop [gr.], oscyloskop służący do obserwowania (na ekranie lampy oscyloskopowej) przebiegów elektrycznych o czasie trwania wielokrotnie krótszych od czasu powtarzania. Jest oscyloskopem z rozbudowanym układem wyzwalania (synchronizacji) współrzędnej X plamki z przebiegiem badanego sygnału.